# Trichosanthes celebica
Trichosanthes celebica är en gurkväxtart som beskrevs av Célestin Alfred Cogniaux. Trichosanthes celebica ingår i släktet Trichosanthes och familjen gurkväxter. Inga underarter finns listade i Catalogue of Life.